# كاثرين جين براينت
كاثرين جين براينت (بالإنجليزية: Katherine Jane Bryant)‏ هي مصممة أزياء تقليدية أمريكية، ولدت في 16 أكتوبر 1974 في الولايات المتحدة.

## وصلات خارجية
- الموقع الرسمي
- كاثرين جين براينت على موقع IMDb (الإنجليزية)
- كاثرين جين براينت على موقع قاعدة بيانات الفيلم (الإنجليزية)